# Regelia velutina
Regelia velutina är en myrtenväxtart som först beskrevs av Porphir Kiril Nicolai Stepanowitsch Turczaninow, och fick sitt nu gällande namn av Charles Austin Gardner. Regelia velutina ingår i släktet Regelia och familjen myrtenväxter. Inga underarter finns listade i Catalogue of Life.